# Mouriri panamensis
Mouriri panamensis är en tvåhjärtbladig växtart som beskrevs av Thomas Morley. Mouriri panamensis ingår i släktet Mouriri och familjen Melastomataceae. IUCN kategoriserar arten globalt som sårbar.
Artens utbredningsområde är Panamá. Inga underarter finns listade i Catalogue of Life.